# Sciapus algirus
Sciapus algirus är en tvåvingeart som beskrevs av Macquart 1849. Sciapus algirus ingår i släktet Sciapus och familjen styltflugor. Inga underarter finns listade i Catalogue of Life.